# Charles Sanders Peirce
Charles Sanders Peirce (/pɜːrs/; sinh ngày 10 tháng 9 năm 1839 – mất ngày 19 tháng 4 năm 1914) là một nhà triết học, nhà toán học, nhà logic học người Mỹ, thường được coi là "cha đẻ của chủ nghĩa thực dụng".
Peirce vốn theo học chuyên ngành hóa và gắn bó với công tác khoa học suốt 30 năm. Trong thời gian đó, Peirce đã có những đóng góp lớn lao cho ngành lôgic học, lĩnh vực mà đối với ông, bao gồm phần lớn các vấn đề nghiên cứu ngày nay được quy cho hai ngành nhận thức luận và triết học khoa học. Ông coi lôgic học như là chi nhánh chính thức của lý thuyết ký hiệu học do ông một phần sáng lập, chủ đề mà về sau sẽ mở ra cuộc tranh luận gay gắt giữa phái thực chứng luận lôgic và phái ủng hộ triết học ngôn ngữ thống trị trong cộng đồng triết học phương Tây thế kỷ 20. Ngoài ra, ông còn có công đề xướng khái niệm suy luận giả định (abductive reasoning), cũng như là người đầu tiên xây dựng công thức chặt chẽ cho quy nạp toán học và suy diễn logic. Sớm từ khoảng năm 1886, ông đã phát hiện rằng mạch điện chuyển có khả năng thực hiện các phép toán logic, song phải nhiều thập kỷ sau ý tưởng này mới được áp dụng vào thực tiễn để sản xuất máy tính kỹ thuật số.
Năm 1934, triết gia Paul Weiss khen ngợi Peirce là "[người] sáng tạo và đa tài nhất trong số các triết gia Mỹ và là nhà lôgic học vĩ đại nhất của nước Mỹ".

## Tiểu sử

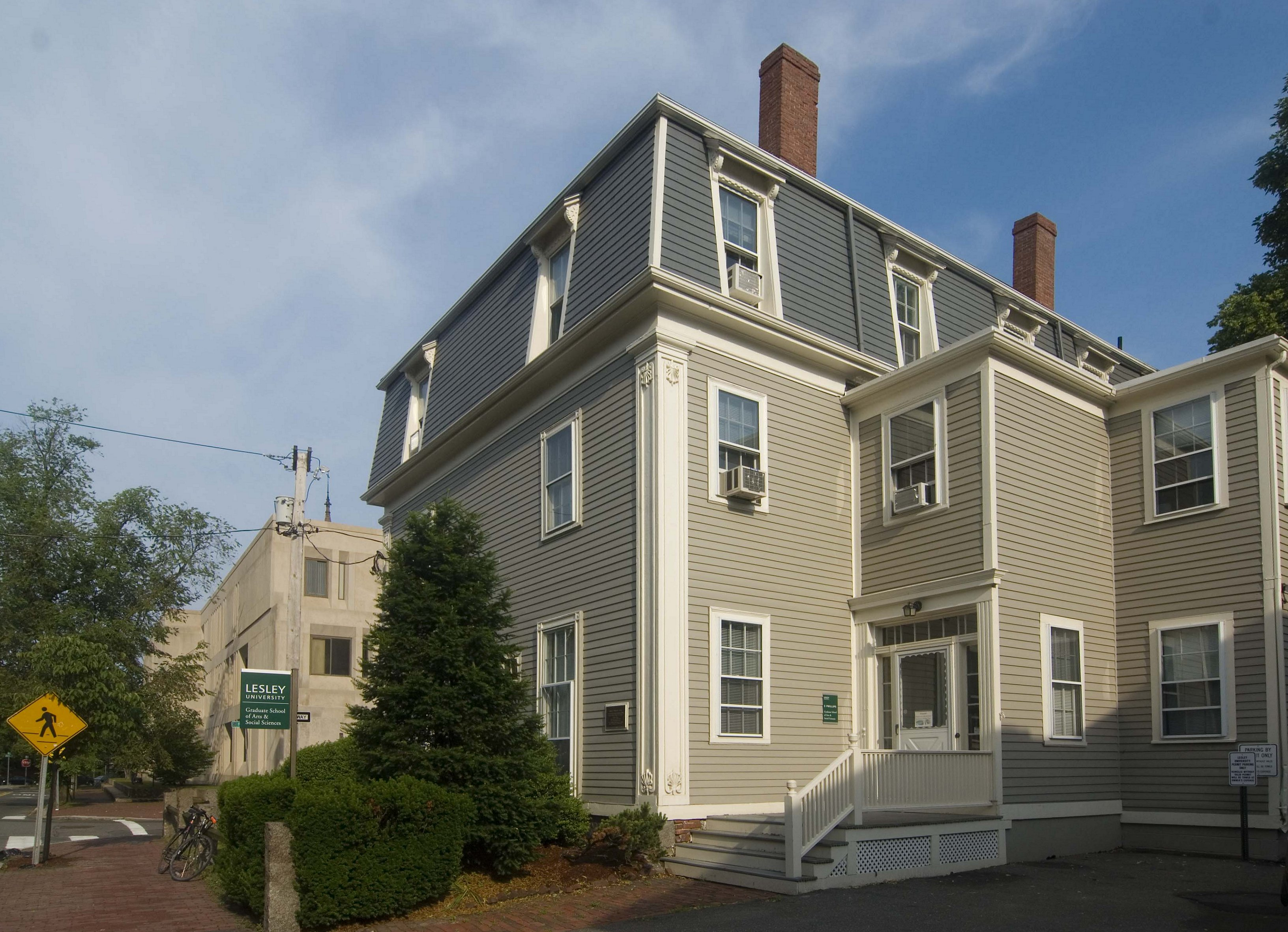
Nơi sinh của Peirce, nay thuộc khuôn viên Trường sau đại học Nghệ thuật và Khoa học Xã hội trực thuộc Đại học Lesley.

Peirce chào đời vào ngày 10 tháng 12 năm 1839 tại căn nhà số 3 Phillips Place, Cambridge, Massachusetts. Mẹ ông là Sarah Hunt Mills và cha ông là Benjamin Peirce, một giáo sư thiên văn học kiêm toán học tại Đại học Harvard. Năm 12 tuổi, Peirce đọc tác phẩm lôgic học thời thượng nhất lúc bấy giờ ở các nước nói tiếng Anh, cuốn Elements of Logic (Các nguyên lý của Logic) của Richard Whately, ông mượn được từ người anh trai. Kể từ đó trở đi, Peirce đã ấp ủ niềm đam mê chảy bỏng với logic học và lý luận. Ông nhận được bằng Cử nhân Văn chương và Thạc sĩ Văn học (1862) sau khi hoàn thiện khóa học tập tại Đại học Harvard. Năm 1863, Trường Khoa học Lawrence trao tặng Peirce bằng Cử nhân Khoa học, và đồng thời ông cũng trở thành sinh viên ngành hóa đầu tiên của Harvard nhận tấm bằng summa cum laude. Ngoài  ra thì thành tích học tập của ông cũng không có gì quá nổi bật. Tại Harvard, ông làm quen được ba người bạn tri kỉ Francis Ellingwood, Chauncey Wright và William James. Một trong những giảng viên Harvard của ông, Charles William Eliot, rất không ưa Peirce. Điều này khiến cho Peirce suốt sự nghiệp bị lâm vào thế bất lợi, bởi lẽ Eliot hồi ấy giữ chức Chủ tịch Harvard (giai đoạn 1869–1909 - gần như toàn bộ sự nghiệp làm khoa học của Peirce), và ông ta đã rất nhiều lần phủ quyết việc làm của Peirce tại ngôi trường.
Peirce thời niên thiếu từng mắc chứng "đau dây thần kinh mặt", thứ bệnh mà nay được gọi là đau dây thần kinh sinh ba. Nhà nghiên cứu tiểu sử Joseph Brent miêu tả cảm giác của Peirce khi cơn đau bộc phát như sau: "ban đầu, ông như ngẩn người ra, và rồi xa cách, lạnh cóng, chán nản, cực kỳ ngờ vực, thậm chí thiếu kiên nhẫn với một hành động nhỏ nhất, và có khi nổi nóng bất thình lình." Điều này có lẽ là nguyên nhân khiến ông cách ly khỏi xã hội về sau.